# Cypern i Eurovision Song Contest 2016

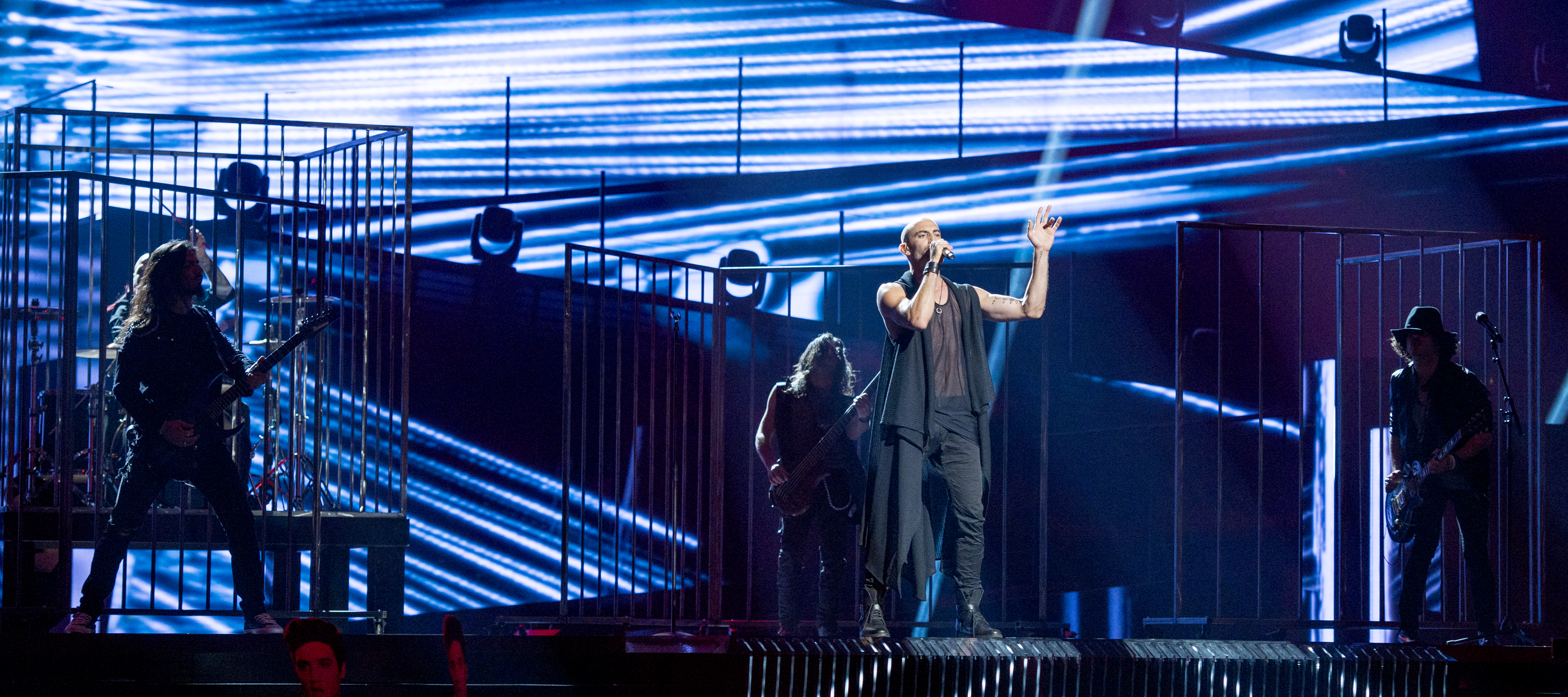

Cypern deltog i Eurovision Song Contest 2016. Landet representerades av bandet Minus One med låten "Alter Ego", som valdes av Cyprus Broadcasting Corporation (CyBC) i november 2015 för att representera Cypern i tävlingen i Stockholm, Sverige.

## Bakgrund
Det cypriotiska nationella programföretaget Cyprus Broadcasting Corporation (CyBC) bekräftade sitt deltagande den 11 september 2015.

## Internvalet
Den 4 november 2015 meddelade CyBC att de internt hade valt bandet Minus One för att representera Cypern i Stockholm. Minus One har tidigare ställt upp i Cyperns nationella uttagningar, inför Eurovision Song Contest 2015 kom de trea i riksfinalen Eurovision Song Project med låten "Shine". Den 30 januari meddelade Eurovoix.com att låten de kommer att sjunga är "Alter Ego". Låten presenterades offentligt 22 februari.

## Under Eurovision
Cypern deltog i SF1 där de senare tog sig till final och hamnade på 21:a plats med 96 poäng. 